# Ecnomus russellius
Ecnomus russellius är en nattsländeart som beskrevs av Arturs Neboiss 1977. Ecnomus russellius ingår i släktet Ecnomus och familjen trattnattsländor. Inga underarter finns listade i Catalogue of Life.